# Lastva (Trebinje)
Pour les articles homonymes, voir Lastva.
Lastva (en serbe cyrillique : Ластва) est un village de Bosnie-Herzégovine. Il est situé sur le territoire de la ville de Trebinje et dans la république serbe de Bosnie. Selon les premiers résultats du recensement bosnien de 2013, il compte 395 habitants.

## Géographie
Le village est situé à la confluence de la rivière Sušica et de la Trebišnjica, un cours d'eau qui débouche pour une part dans la mer Adriatique et se jette pour une autre part dans la Neretva ; son territoire s'étend au sud du lac de Bileća, un lac de retenue créé par la construction d'un barrage sur la Trebišnjica.
Il entouré par les localités suivantes :
|                  | Donje Grančarevo Jazina |                 |
| Arslanagića Most | Lastva                  | Jazina Skočigrm |
|                  | Gornji Orahovac         |                 |

## Démographie

### Évolution historique de la population dans la localité
| 1948 | 1953 | 1961 | 1971 | 1981 | 1991 | 2013 |
| ---- | ---- | ---- | ---- | ---- | ---- | ---- |
| -    | -    | 751  | 568  | 617  | 523  | 395  |

|  |

### Communauté locale
En 1991, la communauté locale de Lastva comptait 1 417 habitants, répartis de la manière suivante :